# 28287 Osmanov
28287 Osmanov este un asteroid din centura principală de asteroizi.

## Descriere
28287 Osmanov este un asteroid din centura principală de asteroizi. A fost descoperit pe 10 februarie 1999 la Socorro, New Mexico, în cadrul proiectului LINEAR. Asteroidul prezintă o orbită caracterizată de o semiaxă mare de 2,89 ua, o excentricitate de 0,07 și o înclinație de 1,9° în raport cu ecliptica.